# Spectrum (album của Westlife)
| Đánh giá chuyên môn | Đánh giá chuyên môn |
| Nguồn đánh giá      | Nguồn đánh giá      |
| Nguồn               | Đánh giá            |
| ------------------- | ------------------- |
| Evening Standard    | [ 1 ]               |
| Hot Press           | 6/10                |

Spectrum là album phòng thu thứ 11 của nhóm nhạc giọng pop người Ireland Westlife, phát hành vào ngày 15 tháng 11 năm 2019 thông qua Virgin EMI Records. Album gồm các đĩa đơn "Hello My Love", "Better Man", "Dynamite", "My Blood" và các bài hát hợp tác với Ed Sheeran, Steve Mac, Ryan Tedder, Camille Purcell và James Bay. Đây là album lớn đầu tiên của nhóm trong vòng 8 năm và cũng là album đầu tiên được phát hành dưới sự cấp phép của Universal Music Group và Virgin EMI. Spectrum ra mắt ở vị trí số 1 trên bảng xếp hạng album của Anh Quốc và Ireland, đồng thời trở thành album có doanh số trong đầu tuần đầu phát hành cao nhất năm 2019 tại Ireland.

## Phát hành và quảng bá
Album có sẵn để đặt trước vào ngày 12 tháng 4 năm 2019. Toàn bộ album được phát hành vào ngày 15 tháng 11, sau khi bị lùi lịch phát hành so với ngày phát hành dự kiến ban đầu vào các ngày 6 tháng 9 và 8 tháng 11. Album được phát hành ở các định dạng CD, vinyl cũng như kỹ thuật số và trên các nền tảng streaming. Đây là album phòng thu đầu tiên của nhóm được phát hành ở định dạng vinyl và stream vào thời điểm ra mắt. Vào ngày 2 tháng 10 năm 2019, nhóm nhạc thông báo rằng họ sẽ phát hành một phiên bản box set giới hạn cho album. Album có hai phiên bản: chuẩn và cao cấp, và có thêm 2 bài hát trong phiên bản phát hành tại Nhật Bản.
Những lần xuất hiện đầu tiên của nhóm sau khi phát hành album là trong các chương trình BBC Breakfast vào ngày 14 tháng 11 năm 2019, BBC Children in Need vào ngày 15 tháng 11, Strictly Come Dancing vào ngày 16 tháng 11, This Morning vào ngày 18 tháng 11, The Late Late Show vào ngày 22 tháng 11, Lorraine vào ngày 25 tháng 11, Idol vào ngày 6 tháng 12, và trong Michael McIntyre's Big Show vào ngày 7 tháng 12. Đây là lần đầu tiên nhóm xuất hiện để quảng bá sản phẩm tại Thụy Điển kể từ năm 2009, và cũng là những màn biểu diễn trực tiếp đầu tiên của nhóm trong các chương trình truyền hình tại Vương quốc Anh và Ireland kể từ năm 2011.
Spectrum là "Album của Tuần" trên kênh BBC Radio 2 trong tuần ngày 9 tháng 11 năm 2019. Hai đĩa đơn đầu tiên nhận được 200 triệu lượt stream trên toàn cầu tính đến tháng 7 năm. Các bài hát cũng trở thành những ca khúc thành công nhất của nhóm trên các đài phát thanh. "Hello My Love" nhận được 30.000 lượt phát cho 275 triệu khán giả trên hệ thống phát thanh tại Anh Quốc, và là một trong số những bài hát được phát nhiều nhất năm 2019 trên BBC Radio 2. Ba đĩa đơn đầu tiên nhận được 300 triệu lượt stream ở tất cả các nền tảng trên toàn cầu. Một ngày trước ngày phát hành album, nhóm nhạc phát hành bài hát "Without You".

### Các đĩa đơn
Đĩa đơn mở đường cho album, "Hello My Love", được phát hành vào ngày 10 tháng 1 năm 2019. Video âm nhạc của bài hát ra mắt vào ngày 11 tháng 1 năm 2019. Ca khúc đạt đến vị trí á quân tại Ireland và Scotland, trở thành ca khúc có thứ hạng cao nhất của nhóm trên các bảng xếp hạng chính thức tại hai quốc gia này, kể từ sau "What About Now" phát hành 10 năm trước. Đĩa đơn giữ vị trí quán quân trong 2 tuần trên bảng xếp hạng UK Physical Chart và trở thành ca khúc xếp hạng cao nhất của nhóm kể từ đĩa đơn "The Rose" phát hành năm 2006.
Đĩa đơn thứ hai, "Better Man", được phát hành cùng với video âm nhạc vào ngày 29 tháng 3 năm 2019. Bài hát trở thành đĩa đơn quán quân thứ hai của nhóm trên bảng xếp hạng UK Physical Singles Chart và đạt vị trí thứ 2 trên các bảng xếp hạng UK Singles Sales Chart và Scottish Singles Chart.
Đĩa đơn thứ ba, "Dynamite", được phát hành vào ngày 5 tháng 7 năm 2019. Video âm nhạc của bài hát được ghi hình tại Nhà thi đấu Birmingham ở Vương quốc Anh, và tại sân vận động Công viên Croke ở Dublin, Ireland. Nhóm đã biểu diễn trực tiếp bài hát lần đầu tại đây.
Nhóm thông báo về đĩa đơn thứ tư, "My Blood", vào ngày 14 tháng 9 năm 2019 và phát hành ca khúc này vào ngày 25 tháng 10 năm 2019. Ca khúc được viết bởi Mac và Sheeran. Trước đó, Mac là người chắp bút cho những bản hit đạt vị trí quán quân của nhóm như "Swear It Again" và "World of Our Own". "My Blood" là ca khúc thứ tư của nhóm do Sheeran sáng tác và được phát hành. Trong một bài phỏng vấn với Daily Star vào ngày 13 tháng 9 năm 2019, Byrne giải thích rằng: "Nó nói về sự trưởng thành, đây là một bản tình ca. Bạn có thể thấy Ed đang nói về việc làm cha mẹ và chứng kiến con mình lớn lên, và cho nó những công cụ tốt nhất để đương đầu với [những vấn đề trong] cuộc sống, ví dụ như việc bị bắt nạt." Cùng ngày, BBC Radio 2 công bố danh sách phát của tuần và đĩa đơn ra mắt ở danh sách hạng B và là Bản ghi âm của tuần. Theo Daily Mirror, ca khúc bị dời ngày phát hành từ 18 tháng 10 thành 25 tháng 10 năm 2019. Quá trình ghi hình cho video âm nhạc của bài hát bắt đầu vào ngày 14 tháng 9 năm 2019 tại Bray, Ireland và có sự tham gia của các con của các thành viên trong nhóm. Video âm nhạc hoàn chỉnh được đăng tải trên kênh YouTurbe của nhóm vào cùng ngày với ngày phát hành bài hát. "My Blood" đạt đến vị trí thứ 96 trên bảng xếp hạng UK Singles Chart và trở thành ca khúc thứ 30 của nhóm lọt vào top top 100. Ca khúc cũng đạt đến vị trí thứ 6 trên bảng xếp hạng Scottish Singles Chart và vị trí thứ 46 trên bảng xếp hạng Irish Singles Chart.

### Lưu diễn
Westlife khởi động chuyến lưu diễn thứ 13 trong sự nghiệp có tên gọi The Twenty Tour, bắt đầu vào tháng 5 và kết thúc vào tháng 9 năm 2019. Chặng đầu tiên khởi động tại Belfast vào ngày 22 tháng 5 năm 2019 tại Nhà thi đấu SSE, sau đó di chuyển tới lục địa châu Âu và kết thúc tại Công viên Croke ở Dublin vào ngày 6 tháng 7 năm 2019. Chặng thứ hai bắt đầu từ ngày 24 tháng 7 tại Nhà thi đấu IMPACT ở Bangkok, Thái Lan và đi qua châu Á, trong đó nhóm tổ chức nhiều buổi diễn tại mỗi địa điểm. Một chuyến lưu diễn mới sau đó được công bố và có tên gọi "Stadiums in the Summer". Đây là chuyến lưu diễn thứ 14 của nhóm và sẽ kết thúc vào ngày 29 tháng 8 năm 2020 tại thành phố Cork, Ireland.

## Diễn biến thương mại
Ngày 18 tháng 11 năm 2019, công ty Official Charts cho biết Spectrum đã đạt doanh số hơn 50.000 đơn vị tại Vương quốc Anh sau 3 ngày phát hành, và dự báo album sẽ ra mắt ở vị trí quán quân của bảng xếp hạng UK Albums Chart trong tuần kế tiếp. Ngày 22 tháng 11 năm 2019, album ra mắt ở vị trí số 1 trên bảng xếp hạng UK Albums Chart, trở thành album quán quân thứ 8 của Westlife tại Anh Quốc cũng như album quán quân đầu tiên của nhóm tại quốc gia này trong vòng 12 năm. Album đạt tổng doanh số 63.000 đơn vị trong tuần đầu phát hành. Theo Music Week, đây là album quán quân có doanh số cao thứ 5 trong năm 2019 tại Anh Quốc tính đến thời điểm cuối tháng 11. Album được BPI chứng nhận Bạc ngay trong tuần đầu phát hành.
Tại Ireland, Spectrum cũng trở thành album bán nhanh nhất của năm và được dự báo sẽ giành vị trí số 1 trên bảng xếp hạng album. Album ra mắt ở vị trí quán quân trên bảng xếp hạng Irish Albums Chart, bán ra 8.900 đơn vị trong tuần đầu tiên và trở thành album quán quân thứ 11 của nhóm tại Ireland. Album được Hiệp hội Thu âm Âm nhạc Ireland chứng nhận Vàng trong tuần đầu phát hành, và được chứng nhận Bạch kim trong tuần thứ hai.

## Danh sách bài hát
Thông tin lấy từ Apple Music.
| Phiên bản chuẩn  | Phiên bản chuẩn  | Phiên bản chuẩn                                     | Phiên bản chuẩn |
| STT              | Nhan đề          | Sáng tác                                            | Thời lượng      |
| ---------------- | ---------------- | --------------------------------------------------- | --------------- |
| 1.               | "Hello My Love"  | Edward Sheeran Steve McCutcheon                     | 3:36            |
| 2.               | "Better Man"     | Sheeran Wayne Hector McCutcheon Frederik Gibson     | 3:17            |
| 3.               | "My Blood"       | Sheeran Hector McCutcheon                           | 3:18            |
| 4.               | "Dynamite"       | Sheeran McCutcheon Andrew Wyatt                     | 3:32            |
| 5.               | "Dance"          | Luka Kloser Ryan Tedder Casey Smith Zach Skelton    | 2:45            |
| 6.               | "One Last Time"  | Sheeran McCutcheon                                  | 2:55            |
| 7.               | "Take Me There"  | Mark Feehily Shane Filan Camille Purcell McCutcheon | 3:25            |
| 8.               | "Repair"         | James Bay McCutcheon                                | 3:07            |
| 9.               | "Without You"    | Bay McCutcheon                                      | 3:39            |
| 10.              | "L.O.V.E"        | Feehily Filan Purcell McCutcheon                    | 2:53            |
| 11.              | "Another Life"   | Alexander Charles Thomas Williams                   | 3:49            |
| Tổng thời lượng: | Tổng thời lượng: | Tổng thời lượng:                                    | 36:15           |

| Bài hát thêm cho phiên bản phát hành tại Nhật Bản | Bài hát thêm cho phiên bản phát hành tại Nhật Bản | Bài hát thêm cho phiên bản phát hành tại Nhật Bản |
| STT                                               | Nhan đề                                           | Thời lượng                                        |
| ------------------------------------------------- | ------------------------------------------------- | ------------------------------------------------- |
| 12.                                               | "Dynamite" (Midnight Mix)                         | 4:48                                              |
| 13.                                               | "Hello My Love" (John Gibbons phối lại)           | 3:31                                              |
| 14.                                               | "Better Man" (Phiên bản với dàn nhạc)             | 3:23                                              |
| Tổng thời lượng:                                  | Tổng thời lượng:                                  | 47:46                                             |

| DVD thêm của phiên bản cao cấp | DVD thêm của phiên bản cao cấp  | DVD thêm của phiên bản cao cấp |
| STT                            | Nhan đề                         | Thời lượng                     |
| ------------------------------ | ------------------------------- | ------------------------------ |
| 1.                             | "Hello My Love" (Video âm nhạc) | 3:45                           |
| 2.                             | "Better Man" (Video âm nhạc)    | 3:18                           |
| 3.                             | "Dynamite" (Video âm nhạc)      | 3:38                           |
| Tổng thời lượng:               | Tổng thời lượng:                | 10:43                          |

## Xếp hạng và chứng nhận
| Bảng xếp hạng (2019)                | Vị trí cao nhất |
| ----------------------------------- | --------------- |
| Úc Digital Albums (ARIA)            | 7               |
| Album Bỉ (Ultratop Vlaanderen)      | 53              |
| Album Đức (Offizielle Top 100)      | 69              |
| Album Ireland (IRMA)                | 1               |
| Album Nhật Bản (Oricon)             | 108             |
| Album Scotland (OCC)                | 1               |
| Nam Phi (RISA)                      | 17              |
| Tây Ban Nha (PROMUSICAE)            | 79              |
| Album Thụy Sĩ (Schweizer Hitparade) | 23              |
| Album Anh Quốc (OCC)                | 1               |

| Bảng xếp hạng (2019) | Vị trí |
| -------------------- | ------ |
| Ireland (IRMA)       | 14     |
| Anh Quốc (OCC)       | 29     |

| Quốc gia                                  | Chứng nhận | Số đơn vị/doanh số chứng nhận |
| ----------------------------------------- | ---------- | ----------------------------- |
| Anh Quốc (BPI)                            | Vàng       | 137.000‡                      |
| Ireland (IRMA)                            | Bạch kim   | 15.000^                       |
| ^ Chứng nhận dựa theo doanh số nhập hàng. |            |                               |

## Lịch sử phát hành
| Quốc gia       | Ngày phát hành       | Định dạng                          | Nhãn hiệu                         |
| -------------- | -------------------- | ---------------------------------- | --------------------------------- |
| Nhiều quốc gia | 15 tháng 11 năm 2019 | CD Tải kỹ thuật số streaming vinyl | Universal Music Group, Virgin EMI |